# Raising for Effective Giving
Raising for Effective Giving (REG) est une organisation caritative à but non lucratif. Ses membres sont principalement des joueurs professionnels de poker et des investisseurs qui s'engagent à reverser un pourcentage de leurs revenus à des associations caritatives sélectionnées.

## Philosophie
REG a été fondé sur l'idée que pour réduire la souffrance dans les pays en voie de développement, les habitants des pays développés devraient faire des dons à des organisations caritatives particulièrement efficaces. REG fait des dons à des organismes de bienfaisance sélectionnés et les recommande en fonction de leur rapport coût-efficacité. L'un des critères des évaluations coût-efficacité est le montant d'argent dont l'organisme de bienfaisance a besoin pour sauver une vie.
Le public cible de REG sont les joueurs de poker professionnels, car l'organisation estime qu'ils ont de solides compétences dans le domaine mathématiques, ce qui les rend plus aptes aux messages de sensibilisation sur la rentabilité,. De plus, le poker est une grande industrie avec des gains importants.

## Activités
En 2014, REG comptait 87 membres, qui se sont chacun engagés à donner au moins 2 % de leurs revenus. Les bénéficiaires incluaient Against Malaria Foundation, le Machine Intelligence Research Institute (MIRI), le Center for Applied Rationality (CFAR), GiveDirectly, GiveWell, Schistosomiasis Control Initiative, The Humane League, Mercy For Animals, le Great Ape Project et le Nonhuman Rights Projet.
Ses membres portent des insignes avec le nom de l'organisation lors des tournois de poker pour annoncer leur engagement à faire don de leurs gains,. Deux membres de REG, Martin Jacobson et Jorryt van Hoof, ont participé à la table finale des championnats du monde de poker en 2014. Jacobson s'est classé premier, ce qui lui a valu le titre de champion du monde de poker. Il a remporté 10 000 000 $, dont 250 000 $ ont ensuite été reversés via REG,.

## Couverture et réception internationales
L'initiative du REG a été relayé dans certains médias de la communauté internationale des joueurs de poker comme Bluff Europe, et PokerNews,.